# Derek Grimm
William Derek Grimm (Peoria, 3 agosto 1974) è un ex cestista statunitense, professionista nella NBA, in Europa e in Asia.

## Palmarès
- Campione IBL (2000)